# Jan della Rovere
Jan della Rovere, właśc. Giovanni della Rovere (ur. ok. 1457 w Savonie, zm. 6 listopada 1501 w Ankonie) – włoski kondotier i prefekt Rzymu. Hrabia Sory i Arce; bratanek i protegowany Sykstusa IV.

## Życiorys
Był synem Raffaella della Rovere i jego żony; jego bratem był Juliusz II. W marcu 1474 został księciem Mondavia i Senigallii. Jesienią 1475 został prefektem Rzymu. Kiedy papieżem został Rodrigo Borgia, zagorzały wróg rodu della Rovere, Giovanni pomógł swojemu bratu opuścić Włochy w 1494 roku, a sam objął we władanie zabezpieczoną twierdzę w Ostii. Bracia Rovere, wpierając Francję, zmusili Aleksandra do szukania pomocy u Turków. Papież wysłał do Konstantynopola swojego sekretarza, Bozardo, który został w drodze powrotnej zatrzymany przez Giovanniego della Rovere. Prefekt zagarnął wówczas 40 000 dukatów, które sułtan ofiarował Aleksandrowi. 9 marca 1497 został pozbawiony prefektury rzymskiej, na mocy dekretu wydanego przez Aleksandra. Z czasem jednak papież stwierdził, że sojusz z kardynałem della Rovere i jego bratem jest konieczny, więc w listopadzie 1499 przywrócił Giovanniemu prefekturę Rzymu i umorzył dług 40 000 dukatów.
W 1473 roku poślubił Giovannę da Montefeltro, z którą miał czworo dzieci: Marię Giovannę, Costanzę, Beatrice i Francesco Marię. Po śmierci Giovanniego, władzę jako prefekt objął jego 11-letni syn Francesco